# Höhenkammliteratur
Unter Höhenkammliteratur, auch Hochliteratur genannt, versteht man die anerkannte, in Schule und Wissenschaft als hochstehend angesehene Literatur.
Darunter fallen unter anderem die Klassiker.
Der Begriff wird als Gegensatz zur Trivialliteratur (Schemaliteratur) und zur reinen Unterhaltungsliteratur verwendet.